# Xanthia lineago
Xanthia lineago är en fjärilsart som beskrevs av Achille Guenée 1852. Xanthia lineago ingår i släktet Xanthia och familjen nattflyn. Inga underarter finns listade i Catalogue of Life.